# Kert Sainte-Adresse-ben (festmény)
A Kert Sainte-Adresse-ben Claude Monet impresszionista festménye. (Olaj vásznon, 98,1 cm x 129,9 cm)
Monet 1867 nyarát Sainte-Adresse üdülővároskában töltötte a La Manche partján. Itt festette ezt a képét, amelyben kombinálta a hagyományosan, lágyan festett részeket csillogó, gyors ecsetvonásokkal, tiszta színek foltszerű felvitelével, ezzel érzékeltetve a kristálytiszta tengeri levegőt, a zászlókat csattogtató szelet.
A horizonton Honfleur jelenik meg. A képen látható személyek: az előtérben szalmakalappal valószínűleg Adolphe, Monet apja, a korlátnak támaszkodva Jeanne Marguérite Lecadre, Monet unokatestvére és Dr. Adolphe Lecadre, az ő apja, valamint az előtérben a nézőnek háttal ülve valószínűleg Sophie, Lecadre másik lánya.
Bár a kép bensőséges hangulatot sugall, mégsem tekinthető családi portrénak. Monet kapcsolata apjával ebben az időszakban igen feszült volt, mivel az ellenezte kapcsolatát szerelmével, Camille Doncieux-vel.
A festő által választott magaslati nézőpont, a nagyjából egyforma méretű három zóna a kép két-dimenziós jellegét emeli ki. A három vízszintes sáv – a kert, a tenger és az ég – párhuzamosnak látszik, ahelyett, hogy távolodna a nézőtől. Az ezáltal előidézett rejtett feszültség Monet művészetének egyik jellegzetessége.
Monet és barátja, Renoir kínai, illetve japán képként emlegették leveleikben ezt a festményt. Ebben az időben ugyanis a baráti kör tagjai, Monet, Manet, Renoir, Whistler és mások lelkesen gyűjtöttek színes japán fanyomatokat, amelyek hasonló háromosztatú szerkezetben jelenítették meg tárgyukat. Hokuszai japán művésznek az a műve, amely inspirálhatta Monet-t ennek a festménynek a megalkotására, ma is a festő házában kialakított múzeumban, Giverny-ben látható.
A kép a New York-i Metropolitan Művészeti Múzeum tulajdona 1967 óta, amikor a múzeum barátainak adományaiból megvásárolták.

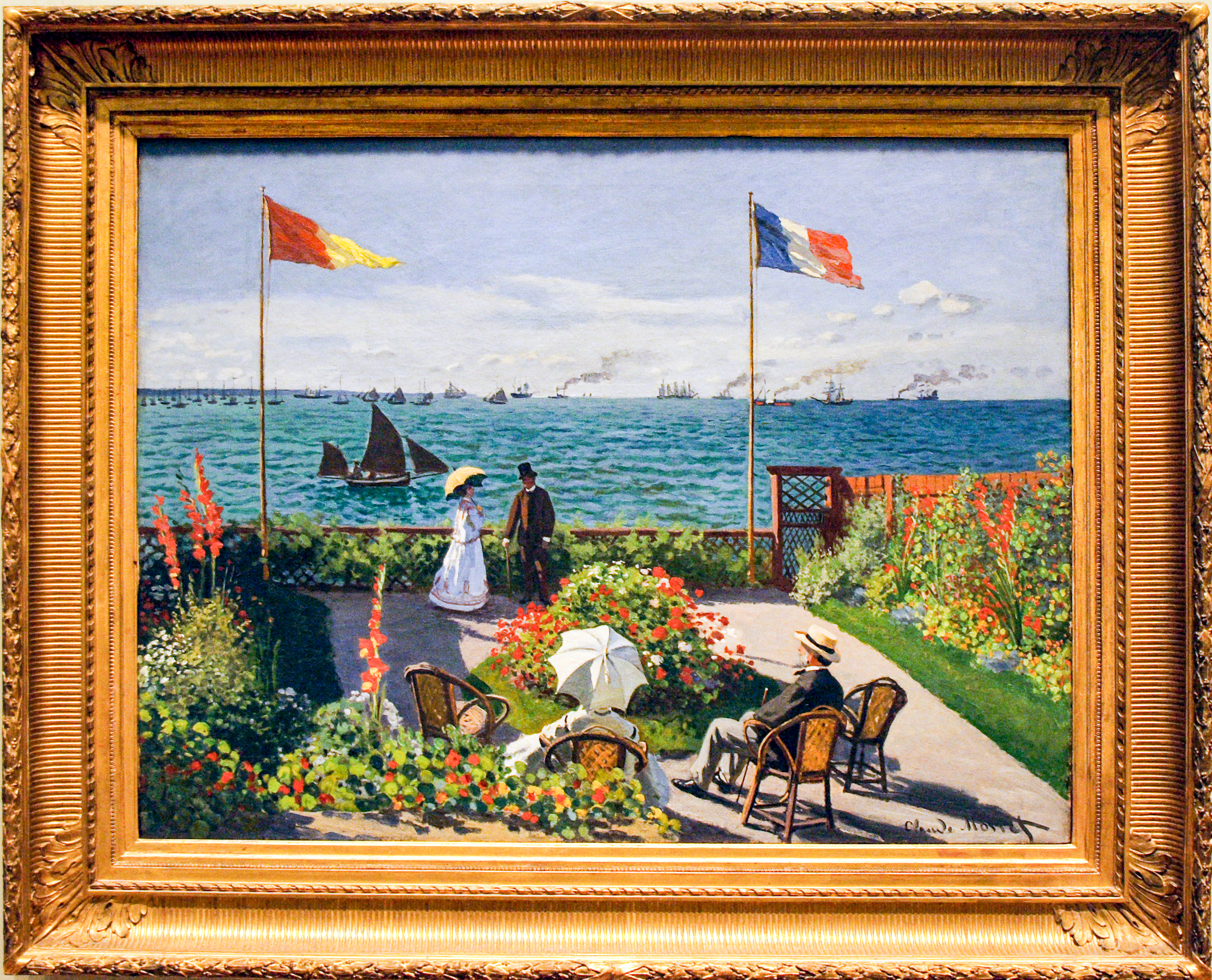
A kép a Metropolitan Múzeumban 2008-ban